# 十鬼の絆 〜関ヶ原奇譚〜
『十鬼の絆 〜関ヶ原奇譚〜』（ときのきずな せきがはらきたん）とは、アイディアファクトリー（オトメイト）より2012年7月19日に発売されたPlayStation Portable用女性向け恋愛アドベンチャーゲーム。2013年7月25日にファンディスク『十鬼の絆 花結綴り』（ときのきずな はなゆいつづり）が発売。2025年6月19日には『十鬼の絆』と『十鬼の絆 花結綴り』をセットにしたNintendo Switch用ソフト『十鬼の絆 for Nintendo Switch』が発売された。

## 登場人物

### 主要人物
涼森 雪奈（すずもりゆきな）
声 - なし
本作の主人公。十鬼衆の一つ「凉森家」の頭領で、女性ながら八瀬姫の護衛役を務める。
八瀬姫が昏睡状態に陥る前に主人公に下した命のため、奔走することとなる。
性格は年の割に落ち着いている。また非常に真面目で、冗談が通じない面もあるが、その真っすぐさで主である八瀬姫を一途に慕っている。
また八瀬姫も主人公のことを妹のように可愛がっており、何かと目を掛けている。
琴爺・月爺・汐爺といった男性に育てられたためか、色事に対しては疎く、非常に鈍感。
護衛という立場から、剣術を中心とした武芸の修練を積んでいる。実力は未熟ながらも、その身のこなしの素早さにおいては定評がある。これについては、代々の涼森家に伝わる能力によるもの。
幼少期より、八瀬の里にて前述の三人の爺やに育てられてきた。
そのため世間値が低く、鬼は「信頼する者にのみ姓を教える」ことになっているにもかかわらず、初対面の千歳達に自身の姓を教えてしまうなど、非常識な行動を取ることも。
またこの世界では、主な鬼は名前に「千」の文字が付くようになっているが、主人公の名前にはそれがない。
その理由は千鬼丸ルートでのみ発覚する、主人公の出自に大きく関わっている。
実は主人公は涼森家の生まれではなく、八瀬家の娘。八瀬姫である千羽の実の妹にあたる。
本来の名は、読み方はそのままで「千奈」という漢字が当てられていた。
しかし後継ぎのいない涼森家へ養子に行くこととなり、出自を隠すために名前の漢字も変えることとなった。
更に「相手の能力を奪う力」により涼森家の前頭領を殺してしまった過去を持つが、その際の記憶は曖昧になっている。
千耶ルート・千鬼丸ルート以外で、真の鬼の姿に覚醒する（髪は伸び、肌は白く、瞳の色は金になる。また鬼の象徴である角も生える）。
また千鬼丸ルートのノーマルEDでは、亡くなった千羽の後を継ぎ、次代の八瀬姫となる。その際は名も本来の「八瀬 千奈」としている。
千歳（ちとせ）
声 - 伊藤健太郎
「西海九国の鬼頭」。十鬼衆の一つである「風間家」の頭領である。
性格は熱血漢。感情が表に出やすく、その時の感情あるいは思いつきで行動する直情型。
大剣を振るい、豪快に敵を薙ぎ払っていく。また炎を使った攻撃も行う。
島津家と縁が深く、特に島津豊久とは兄弟のような間柄で、非常に仲が良い。
千耶（かずや）
声 - 神谷浩史
「陸奥六郡の鬼頭」。十鬼衆の一つである「雪村家」の頭領。
主人公が千耶を助けるために初めて同族殺しをした際、その姓を明かした。
寡黙かつ冷静な性格で、一人で何でも背負い込むところがある。
武器は「大通連」「小通連」という二本一対の刀。
また氷の礫などを使った攻撃なども行い、その冷気によって相手の動きを封じたり武器の強度を弱めることもできる。
徳川家というよりも徳川 家康個人に縁があり、関ヶ原の戦いの際は「雪村家が十鬼衆から除名されてもいい」とまで言い切り、彼に味方しようとした。
これは昔、伊達 政宗に里を人質に取られ味方になるよう脅された際に、家康によって救われた恩義があるためである。
千岳（かずたけ）
声 - 乃村健次
「漂白の者」。十鬼衆の一つである「天霧家」の頭領。十鬼衆の中では年長者のため、まとめ役となっている。
年長者らしく頼れる兄貴分で、保護者的目線で千歳や主人公を見守っている。
武器を持たず素手で戦うが、その実力はかなり高い。
他の十鬼衆と違い、一族固定の里を持っていない。
それを負い目に感じていたところを、石田 三成に声を掛けられ、西軍が勝てば固定の里を与える約束で西軍に就くこととなった。
結局、関ヶ原の戦いは東軍の勝利となり、千歳の提案で薩摩の風間家の里へ身を寄せる事となる。
秦（しん）
声 - 日野聡
「西国の現神」。十鬼衆の一つである「不知火家」の頭領。
他の十鬼衆と違い、人に神として崇められている。
武器は一族に伝わる糸。これを自在に操り、敵を翻弄し攻撃する。
辛辣かつ真実か嘘か解らない発言が多いが、認めた相手には寛容。同じ十鬼衆の千岳とは特に中が良く、互いに認め合っている。
関ヶ原の戦いでは、一族の長老の考えから毛利家に味方した。但し、秦自身は「人に関わるべきではない」という考えを持っている。
秦ルートでは、主人公が八千代らに捕まった際、秘密を守った信頼の証として不知火の姓を明かした。
人を喰ったような物言いや派手な見た目に反して、「約束は必ず守る」「なるべく人とは関わらないようにする」など、他の鬼の頭領と比べて、鬼としての強い責任感を最も垣間見る事が出来る人物。

### その他の人物
八瀬 千羽（やせかずは）
声 - 飯田奈保美
十鬼衆の中で最も古い「八瀬家」の頭領で、十鬼衆の代表も務める。その立場のため「八瀬姫」と呼ばれる。
非常に聡明な女性で、悪しきしきたりを変えようと様々な行動を取っていた。
また主人公を妹のように可愛がっており、色事や女性らしさに興味を示さないことを心配している。
一族に伝わる夢見の力を持ち、近い未来を見る事ができる。
その力により鬼の未来を垣間見、十鬼衆に「人と関わっている鬼はすぐにその関係を断て」という命を下した。
全ルート共通で、酒呑童子らによって昏睡状態となる。
その後、千鬼丸ルートでのみ仙丹を飲まされ誘拐された後、最終的に敵となって主人公の前に立ちはだかる。
ノーマルEDの場合は、主人公に夢見の力と記憶を託して死亡するが、HAPPY EDの場合は一命を取り留める。
千鬼丸（せんきまる）
声 - 岡本信彦
十鬼衆を除名された「初霜家」の頭領。身体が成長しないため幼い少年の姿をしているが、実年齢は30歳。
初霜家は罪を犯しはぐれ鬼となったが、再び十鬼衆に入るという一族の悲願を背負っている。
しかし千鬼丸自身は、苦しむ一族の者に何もしてやれなかった自分と、その苦しみの原因である十鬼衆を憎んでいる。
固定ルートでのみ、酒呑童子の正体が判明する。
また主人公の出自が判明するのも、このルートのみである。
汐見秋士（しおみあきと）
声 - 秋元羊介
主人公を育てた三爺の一人で汐爺と呼ばれる。汐見家頭領で、十鬼衆の中では最長老。
優しい性格で場を和ませる。
仲の良い汐見、月島らと同じく主人公を見守るが、つい甘やかしてしまう。
琴浦透真（ことうらとうま）
声 - 西松和彦
主人公を育てた三爺の一人で琴爺と呼ばれる。琴浦家の頭領であり、十鬼衆の一人。
主人公の体術の師匠であり、良き相談相手でもある。
彼女を孫のように思い、大事にしている。
月島勲朗（つきしまいさお）
声 - 石原凡
主人公を育てた三爺の一人で月爺と呼ばれる。月島家の頭領で古老の十鬼衆。
主人公に剣の稽古をつけ、男鬼に負けぬようにと厳しく育てて来た。
頑固な性格だが主人公を大切に思っている。
酒呑童子（しゅてんどうじ）
声 - ?
「八瀬姫」八瀬千羽を昏睡状態に陥らせた一味の一人。
常に顔を見せず正体が分からない（酒呑童子の正体は固定ルートでのみ判明する）。
朧八千代（おぼろやちよ）
声 - 立花慎之介
はぐれ鬼である朧家の当主で昔不知火家と交流があった。
武器は昔封印された禁忌の技である「黒髪」を使う。
FD（ファンディスク）『十鬼の絆　花結い綴り』では八瀬姫となった雪奈（千鬼丸ルート・ノーマルEND）の新たな攻略キャラクターとして登場する。
南雲 秀（なぐもしゅう）
　声 - 入野自由
十鬼衆の一つである「南雲家」の頭領でありながら、八瀬姫の呼びかけに応じず、酒呑童子らと行動を共にしている。
無邪気で表情豊かだが、残忍さも併せ持つ青年。
火薬を使用した攻撃を得意としている。
FD『十鬼の絆　花結い綴り』では八千代と同じく八瀬姫となった雪奈の新たな攻略キャラクターとなる。
徳川家康（とくがわいえやす）
　声 - 大塚明夫
豊臣政権五大老の筆頭であり、江戸二百万石の大名。
豊臣秀吉亡き後、天下を治めるのは清濁を合わせ持つ自分しかいないと自負している。
伊達政宗に雪村の里を人質にとられ、鬼の力を貸せと脅されていた千耶を救った事から千耶と知り合い、以降千耶に慕われている。
死んだ長男と千耶が似ている為、千耶を我が子のように可愛がる。
本多正信（ほんだまさのぶ）
　声 - 宮澤正
徳川家臣の一人で家康の腹心。関ヶ原一連の裏シナリオを画策している人物。
積極的ではない家康の命令を無視し、強引に徳川家に天下を取らせようとする。
石田三成（いしだみつなり）
　声 - 浜田賢二
かつて豊臣政権五奉行筆頭として天下に辣腕を振るっていたが、徳川家の陰謀により蟄居の身となっている。
豊臣秀吉亡き後、豊臣家の天下を存続させる為に力を注いでいる。
宇喜多秀家の計らいにより、千岳が護衛についている。
島左近
声 - てらそままさき
石田三成の家老。
忠実で勇猛、優秀な左近は、三成にとってもなくてはならない存在。三成の家臣の中でも、左近は別格。
鬼を人と変わらぬ存在と考える、数少ない人物。
島津豊久
声 - 檜山修之
島津家一門で日向佐土原城主。天下の情勢が整わぬまま、大坂方に与することになってしまった島津家の一人。
千歳とは兄弟のように育った仲。義弘とは叔父、甥の関係。
島津義弘
声 - 沢木郁也
島津家当主の弟で歴戦の勇者。島津の戦や大坂表での代表的な存在。
関ヶ原では大坂方に与するが、もともと隠居を考えていたため、これが最後の奉公と考えている。
若い豊久や千歳を諭し、彼らに道を指し示す親父的な存在。
毛利元康
声 - 中西俊彦
毛利家一門で出雲富田城主。謀将と名高い毛利元就の息子の一人。現当主・輝元の叔父にあたる。
三成から、毛利輝元を大坂方の総大将と秀頼の後見人に、という話を持ちかけられる。
秦の一族を神として崇めている。
穏やかだが気弱な性格で秦や宇喜多秀家に振り回される。
宇喜多秀家
声 - 阿部敦
豊臣秀吉の元養子で、備前美作五十七万石の大名。豊臣政権を支える五大老の一人。
秀吉より寵愛を受け、名に「秀」の字を許されている。
千岳に三成の護衛をするように話を持ちかけた人物。

## 関連商品

### CD
- PSP版 十鬼の絆 関ヶ原奇譚 主題歌集 悠久ノ謳（2012年7月18日発売）
- 十鬼の絆 ドラマCD 〜大原女騒動〜（2012年11月14日発売）
- 十鬼の絆 ドラマCD 〜伝説の果実〜（2012年12月12日発売）
- PSP(R)専用ソフト 十鬼の絆 花結綴り 主題歌集シングル 花結ノ謳（2013年7月31日発売）
- 十鬼の絆 花結綴り ドラマCD 男達の親睦会〜鬼鍋を囲んで〜（2013年10月23日発売）
- 十鬼の絆 花結綴り ドラマCD 男達の試練〜鬼の湯への道のり〜（2014年3月12日発売）

### 書籍
- DENGEKI Girl'sStyle Premium 十鬼の絆（2012年9月10日発売）
- 十鬼の絆 公式ファンブック（2012年11月29日発売）
- 十鬼の絆 壱（漫画：たかなぎ優名、原案・原作：藤澤経清、連載：シルフ、2013年1月22日発売）
- 十鬼の絆 弐（漫画：たかなぎ優名、原案・原作：藤澤経清、連載：シルフ、2013年8月22日発売）
- 十鬼の絆 花結綴り 原画集（2013年11月29日発売）
- オトメイト応援CD 十鬼の絆 千耶編（2014年2月14日発売）
- 小説 十鬼の絆 上巻（著：茂木あや、イラスト：Rei、レーベル：オトメイトノベル、2017年4月25日発売）
- 小説 十鬼の絆 下巻（著：茂木あや、イラスト：Rei、レーベル：オトメイトノベル、2018年4月1日発売）

### モバイル
- セフィロト〜時の世界樹〜 - キャラクター全員と描き下ろしイラストのカードゲーム.

## 主題歌

### 十鬼の絆
オープニングテーマ「十鬼の絆」
作詞・歌 - 黒崎真音 / 作曲・編曲 - デワヨシアキ
エンディングテーマ1「契 -この広い広い、時空を越えて-」
作詞 - 黒崎真音 / 作曲・編曲 - 井内舞子 / 歌 - Ray
エンディングテーマ2「譫言 -沈みゆく私の-」
作詞 - 黒崎真音 / 作曲・編曲 - 井内舞子 / 歌 - Ray

### 花結綴り
オープニングテーマ「千の焔」
作詞・歌 - 黒崎真音 / 作曲・編曲 - fu mou
エンディングテーマ1「ひかり」
作詞 - 黒崎真音 / 作曲・編曲 - 中沢伴行 / 歌 - Ray
エンディングテーマ2「始まりの朝」
作詞 - 黒崎真音 / 作曲・編曲 - 出羽良彰 / 歌 - Ray

## 舞台
タイトル『十鬼の絆～関ヶ原奇譚～恋舞（ときのきずな～せきがはらきたん～れんぶ）』
2013年12月13日(金)〜22日(日)まで13公演、星陵会館 ホールにて公演。

### スタッフ（舞台）
- 原作 - オトメイト（アイディアファクトリー・デザインファクトリー）
- 主催 - 映劇

### キャスト（舞台）
- 涼森雪奈 - 大沢ひかる
- 千歳 - 猪野広樹
- 千耶 - 日和佑貴
- 千岳 - 横山真史
- 秦 - 大島崚
- 千鬼丸 - 甲斐千尋
- 酒呑童子 - 岡崎和寛
- 八瀬千羽 - 宇浦冴香
- 朧 八千代 - 田中伸彦
- 南雲 秀 - 櫻井圭登
- 島津豊久 - 今井雄太郎
- 石田三成 - 樋口夢祈
- 宇喜多秀家 - 石田知之